# ガンガンパワード
『ガンガンPOWERED』（ガンガンパワード）は、スクウェア・エニックスが2001年3月から2009年2月まで発行していた日本の少年向け漫画雑誌。『月刊少年ガンガン』増刊。

## 概要
『月刊少年ガンガン』の臨時増刊号として2001年3月に年2回刊で発刊。当初はドラバットという藤原カムイデザインのイメージキャラクターがいたが、2002年春の3号を最後に登場しなくなる。2004年に季刊化するまでは、主に新人の読み切りや本編の番外編といった形の作品を掲載。また、2006年に発刊したガンガンコミックスアンソロジーの編集も担当していた。
2006年6月に隔月刊化し自社作品、とりわけ旧エニックス作品に比べて2003年の合併後も活用が進んでいなかった旧スクウェア作品を中心にゲーム系コンテンツの漫画化作品掲載を強化。また、この頃から「ひぐらしのなく頃に」のヒットを受けて同人ゲームの漫画化作品を中心に連載作品にも力を入れ始める。付録にゲームミュージックを収録したラジオCD「スクウェア・エニックス MUSICパワード」が2007年のVol.7まで添付されていたが、同CDの廃止後も不定期でドラマCD等が添付されることがあった。
2009年2月21日発売の4月号を以て休刊し、連載作品の大半は『月刊少年ガンガン』本誌や姉妹誌の『月刊Gファンタジー』、同年4月22日創刊の『月刊ガンガンJOKER』、ウェブコミック配信サイト『ガンガンONLINE』へ移籍した。

## 連載作品

### 他誌へ移籍した作品

#### 月刊少年ガンガンへ移籍
- 勤しめ! 仁岡先生（尾高純一）
- 仕立屋工房 Artelier Collection（日丘円）
- 獣神演武（原案：黄金周 シナリオ：社綾 作画：荒川弘）

#### 月刊Gファンタジーへ移籍
- 君と僕。（堀田きいち）
- シューピアリア（ichtys） ※移籍後に「シューピアリア・クロス」へ改題

#### 月刊ガンガンJOKERへ移籍
- うみねこのなく頃に episode1 - Legend of the golden witch（原作・監修：竜騎士07 作画：夏海ケイ）
- コープス パーティー BloodCovered（原作・監修：祁答院慎（チームグリグリ）作画：篠宮トシミ）
- ひぐらしのなく頃に解 祭囃し編（原作・監修：竜騎士07 作画：鈴羅木かりん）
- “文学少女”と死にたがりの道化（ピエロ）（原作：野村美月 キャラクター原案：竹岡美穂 作画：高坂りと）

#### ガンガンONLINEへ移籍
- 小松くん日和（椿あす）
- 聖剣伝説 PRINCESSofMANA（ヨシノサツキ）
- 陽だまりのピニュ（こがわみさき） ※最終話のみガンガンONLINE掲載
- ファイナルファンタジーXII（天羽銀）

### シリーズ連載
- ながされて藍蘭島 外伝（藤代健） - パワード創刊以来、ガンガン本誌の連載と並行してほぼ毎号掲載されていた。

### 未完の作品
連載休止のまま未完となった作品。
- 妖幻の血（赤美潤一郎）※月刊少年ガンガンより移籍
- 天真愛譚ANGELIC BULLET（壱河柳乃助）
- これが私の御主人様（作：まっつー　画：椿あす）

### 本誌で完結した作品
- ヴァルキリープロファイル2 シルメリア（林ふみの）
- ヴァルキリープロファイル レナス 4コマ 魂嬲り編（堀口レオ）
- キミキス after days（構成：香月アイネ　作画：佳月玲茅）
- キミキス〜lyrical contact〜（黒井みめい）
- 清村くんと杉小路くんよ（土塚理弘）
- 境戸町奇談（小林真尋）
- シャイニング・ティアーズ（神田晶）
- たそがれのにわ（高坂りと）
- ドームチルドレン（山崎風愛）※月刊少年ガンガンより移籍
- 盗んで♥リ・リ・ス（てぃんくる）
- ハザマノウタ（介錯）
- ひぐらしのなく頃に 鬼隠し編（原作・監修：竜騎士07　作画：鈴羅木かりん）
- ひぐらしのなく頃に解 罪滅し編（原作・監修：竜騎士07　作画：鈴羅木かりん）
- BLANの食卓（作：霧海正悟　画：葉月翼）
- HEAVEN（七瀬葵）
- マジナル（だいらくまさひこ）
- みかにハラスメント（水兵きき）
- メガネ×パルフェ!（きづきあきら＋サトウナンキ）
- メガロマニア（檜山大輔）
- ラブリー百科事典〜極東フェアリーテイルズ〜（岡野史佳）

## 主な読み切り作品
以下、後に他誌で連載化された作品に限定して挙げる。
- あいは呪いの日本人形♥（水兵きき） - ONLINEで連載
- 黄昏乙女×アムネジア（めいびい） - JOKERで連載
- ばらかもん（ヨシノサツキ） - ONLINEで連載
- プラナス・ガール（松本トモキ） - JOKERで連載

## 4ページで4コママンガをやってみないか?
パワードでは、発刊当初より少年ガンガン本誌で行われていた「2Pでギャグをやってみないか?」（後に「2Pギャグ頂上決戦 GGグランプリ」へ改題）の姉妹企画として「4ページで4コママンガをやってみないか?」と題する勝ち抜き投稿企画を実施していた。応募資格は不問で、オリジナルの4コマ漫画8本（4ページ分）を投稿し編集部に採用されればエントリー作品として掲載される。毎号6本のエントリー作品を読者投票で審査し、上位2作品が次号勝ち抜きとなり3号連続で勝ち抜きを達成すると、読み切り掲載権が与えられた。本誌の休刊後は「戦国GAG合戦」にタイトルを変えてJOKERに継承されている。
本企画の主な参加者は以下の通りである（エントリー前にデビューしていた漫画家や勝ち抜きに至らず他誌でデビューした漫画家も含む）。
- 佐伯イチ
- 紗織 - エントリー作品『小学生ホスト ポチ』を非4コマ化、ONLINEで連載
- 忍 - エントリー作品『ヤンデレ彼女』をONLINE・JOKERで並行連載
- 鈴城芹
- 谷川ニコ
- 中村亮介
- 中森百砂 - 現・米田和佐
- 葉月抹茶 - エントリー作品『君と紙ヒコーキと。』をONLINEで連載
- 丸美甘
- 柚木涼太 - エントリー作品『でぃあ♥妹!』を『ダメっ妹喫茶♥でぃあ』に改題、ONLINE・JOKERで並行連載
- 麗王奈 - 現・海月れおな